# Вомероназальный орган
Во́мероназа́льный орган (сошниково-носовой орган, орган Якобсона, иногда также вомер) — периферический отдел дополнительной обонятельной системы некоторых позвоночных животных. Играет важную роль в формировании полового поведения.
Рецепторная поверхность вомероназа́льного органа находится на пути вдыхаемого воздуха непосредственно за областью обонятельного эпителия в проекции сошника. Орган был впервые обнаружен у змей (до 1732 года) анатомом Ф. Рюйшем. А якобсоновым он назван в честь другого хирурга, Л. Якобсона, который в 1811 году описал его у многих видов позвоночных.

## Вомероназальная система
Помимо самого органа Якобсона, вомероназальная система включает в себя вомероназальный нерв, терминальный нерв и добавочную обонятельную луковицу в переднем мозге, которая является собственным представительством дополнительной обонятельной системы в ЦНС.

## Строение
Эпителий вомероназального органа позвоночных состоит из рецепторной и респираторной частей.
Рецепторная часть сходна с обонятельным эпителием основного органа обоняния. Главное отличие состоит в том, что на рецепторных клетках вомероназального органа обнаружены не способные к активному движению реснички, а неподвижные микроворсинки.
Промежуточная часть вомероназальной системы представлена безмиелиновыми волокнами вомероназального нерва, которые, подобно основным обонятельным волокнам, проходят через отверстия решётчатой кости и соединяются с добавочной обонятельной луковицей, которая расположена на нижневнутренней части основной обонятельной луковицы и имеет сходное строение.
На животных установлено, что из дополнительной обонятельной луковицы аксоны вторых нейронов вомероназальной системы направляются в медиальное преоптическое ядро и гипоталамус, а также в вентральную область премамиллярного ядра и среднее амигдалярное ядро. У человека связи проекций вомероназального нерва в центральной нервной системе ещё исследованы мало.
Долгое время считалось, что сошниково-носовой орган у человека не функционирует, а закладываясь во время внутриутробного развития, в дальнейшем подвергается регрессии. Однако исследования последних лет (начиная с конца 1990-х годов) дают основания полагать, что это происходит не у всех людей. Но так как до сих пор не получено свидетельств нейронной связи этого органа с мозгом у взрослых людей, многие учёные продолжают выражать сомнение в наличии функционирующего вомероназального органа у человека.
Таким образом, окончательно вопрос о значении органа Якобсона для человека ещё не решён.

## Функции и механизмы работы вомероназального органа
Функции и механизмы работы этого органа окончательно не установлены, определена только его важная роль в формировании полового поведения, особенно у животных. У человека также, по некоторым данным, обнаружена связь вомероназальной системы с функциями половых органов и эмоциональной сферой.
Вомероназальный орган реагирует на летучие феромоны и другие летучие ароматные вещества (ЛАВ), в большинстве своём не ощущаемые как запах или слабо воспринимаемые обонянием.

### Флемен
Флемен (нем. flehmen «оголять верхние зубы») — поведение некоторых млекопитающих (например, лошадей или кошек), при котором животное вдыхает с открытым ртом и характерным движением губ (загнутой верхней губой), связанного с захватом летучих ароматных веществ, в частности феромонов, в зону вомероназального органа над нёбом через проток за передними зубами животного.

### Роль вомероназального органа в половом поведении животных
Поведение животных в заметной мере определяется сигналами органов хеморецепции — обоняния, вомероназального органа и вкуса.
Запах андростенона, являющегося метаболитом мужского полового гормона тестостерона и содержащегося в моче и слюне кабанов, заставляет самок свиней принимать позу для совокупления.
Известно влияние содержащегося во влагалищном секрете женщин полового гормона копулина на самцов макак-резусов, однако его влияние на мужчин выявить не удалось.

### Вомероназальный орган человека
Якобсонов орган у человека открыл в 1703 году голландский военный хирург Ф. Рюйш у солдата с лицевым ранением в области носа. В 1809 году фон Зоммеринг подтвердил это, обнаружив его при вскрытии трупов, а ещё два года спустя Л. Якобсон впервые описал его у многих видов животных. В 1891 году Потикье «переоткрыл» вомероназальный орган у человека, обнаружив его у 25 % из 200 обследованных взрослых.
У человека вомер формируется в период эмбрионального развития. У взрослых он развит в различной мере и представлен небольшим углублением (вомероназальной ямкой) в носовой полости. У некоторых людей он очень слабо выражен, а у 8—19 % взрослых людей не имеет выхода с одной из сторон носовой полости.
В отличие от животных, у человека вомер не имеет выраженной трубчатой формы и не заключён в оболочку, отделяющую его от обонятельных рецепторов носовой полости.
У человека трубка вомера имеет длину 2—10 мм и расположена в 15—20 мм от края носового отверстия. Диаметр трубки вомероназального органа значительно варьируется и в месте выхода в носовую полость составляет 0,2—2 мм.